# (5853) 1992 QG
(5853) 1992 QG là một tiểu hành tinh vành đai chính. Nó được phát hiện bởi Seiji Ueda và Hiroshi Kaneda ở Kushiro, Hokkaidō, Nhật Bản, ngày 26 tháng 8 năm 1992.